# Lance Klusener
Lance Klusener (nacido el 4 de septiembre de 1971) es un entrenador internacional de críquet y exjugador de críquet de Sudáfrica. Era conocido por la pirotecnia con el bate y los bolos agresivos rápidos y medios en el cricket. En septiembre de 2019, Klusener fue nombrado entrenador en jefe del equipo nacional de cricket de Afganistán. En enero de 2022, Klusener fue nombrado entrenador en jefe de los Khulna Tigers para la Premier League de Bangladés.

## Trayectoria deportiva
Klusener hizo su debut en la prueba para Sudáfrica contra India en Calcuta durante la segunda Test Cricket en 1996. Hizo su debut en One Day International contra Inglaterra en enero de 1996. Klusener fue uno de los fichajes de alto perfil en la liga no oficial de cricket de la India en 2007 y disfrutó de un éxito razonable con los Kolkata Tigers. Dejó la Indian Cricket League en 2009 para emprender una carrera como entrenador con Cricket South Africa.